# 東銀座出口

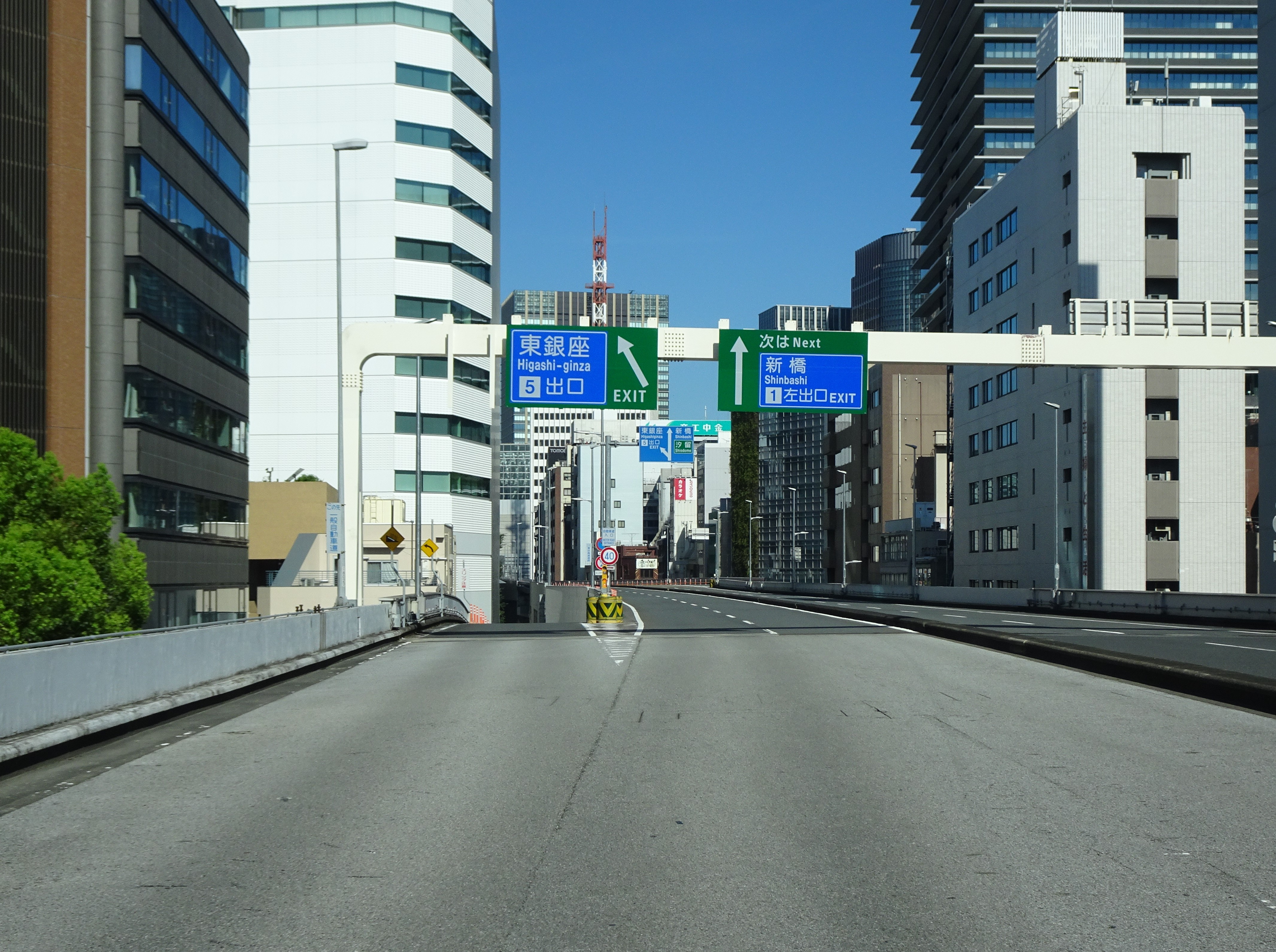
東銀座出口

東銀座出口（ひがしぎんざでぐち）は、東京都中央区にある東京高速道路(KK線)の出口である。京橋JCT方面からの出口のみ設置されている。

## 概要
首都高速道路都心環状線外回りから京橋JCTを経て白魚橋乗継所を通過したすぐ後の、東京高速道路との境界付近に出口があり、実質的には首都高速都心環状線外回りの出口として機能している。
出口の手前までは首都高速道路の管理区間であるため、出口標識は首都高速タイプのものが設置されている。かつて標識における出口番号は「33」と表記されていたが、2019年の東京高速道路による出入口番号制定後は「5」に変更された。
近接して汐留JCT方面からの出口である新京橋出口が設置されていた（後述の廃止に伴い閉鎖）。
なお、東京高速道路の大半の区間は2025年4月5日20時に廃止されたが、白魚橋乗継所の先から当出口までは東京高速道路として存続しており、都市計画道路上は都市高速道路1号線の支線として編入される形となっている。

## 接続する道路
- 中央区特別区道中京第605号線[2]

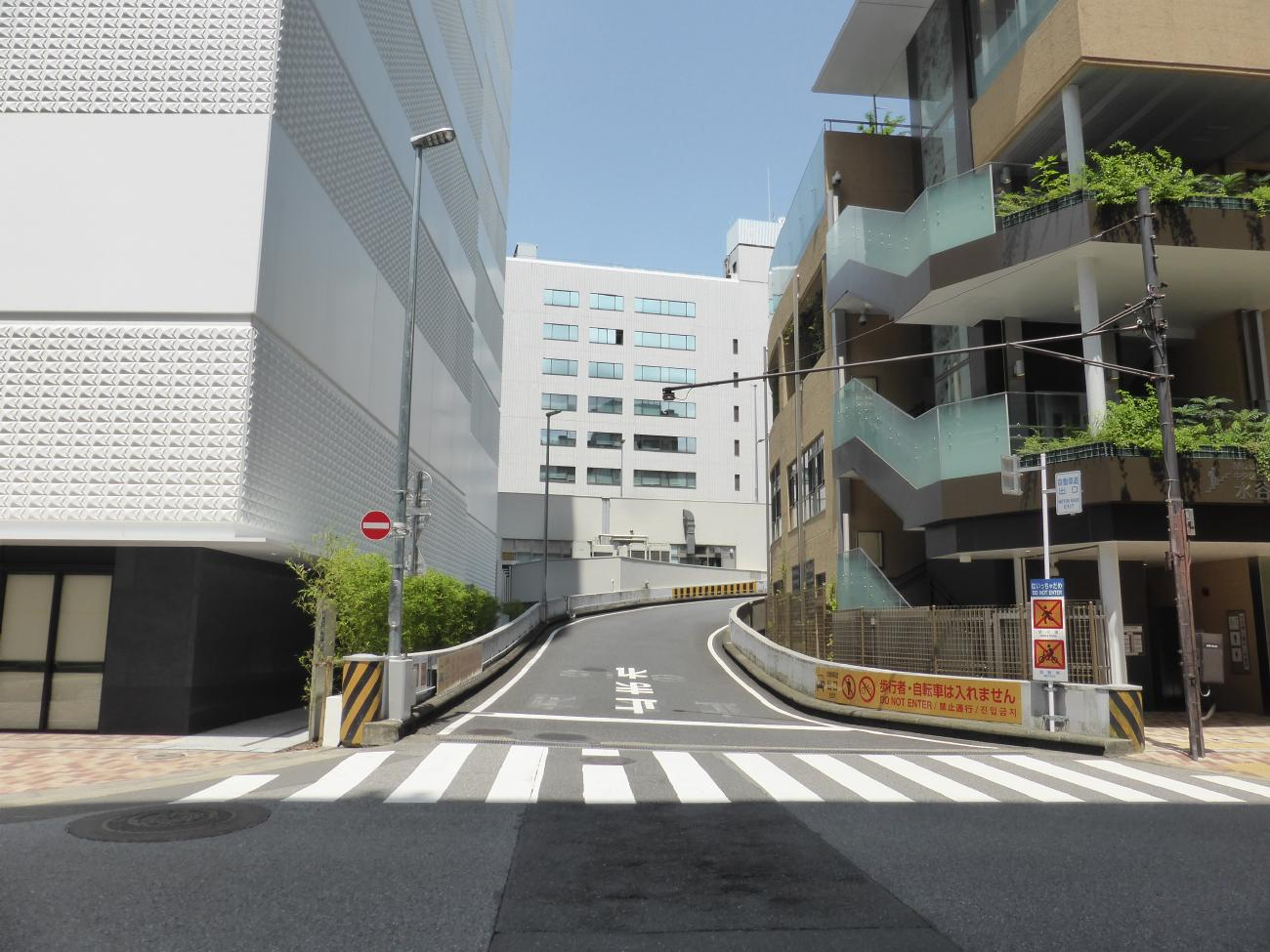
東銀座出口一般道路との交差点付近。右に隣接するのは水谷橋公園と保育所の複合施設

## 周辺
- ホテル西洋銀座
- 銀座一丁目駅
- 京橋駅
- 宝町駅
- 中央区立水谷橋公園 - 出口に隣接。建物の1階 - 3階を保育所、屋上を公園とする「立体都市公園制度」による複合施設[3]。

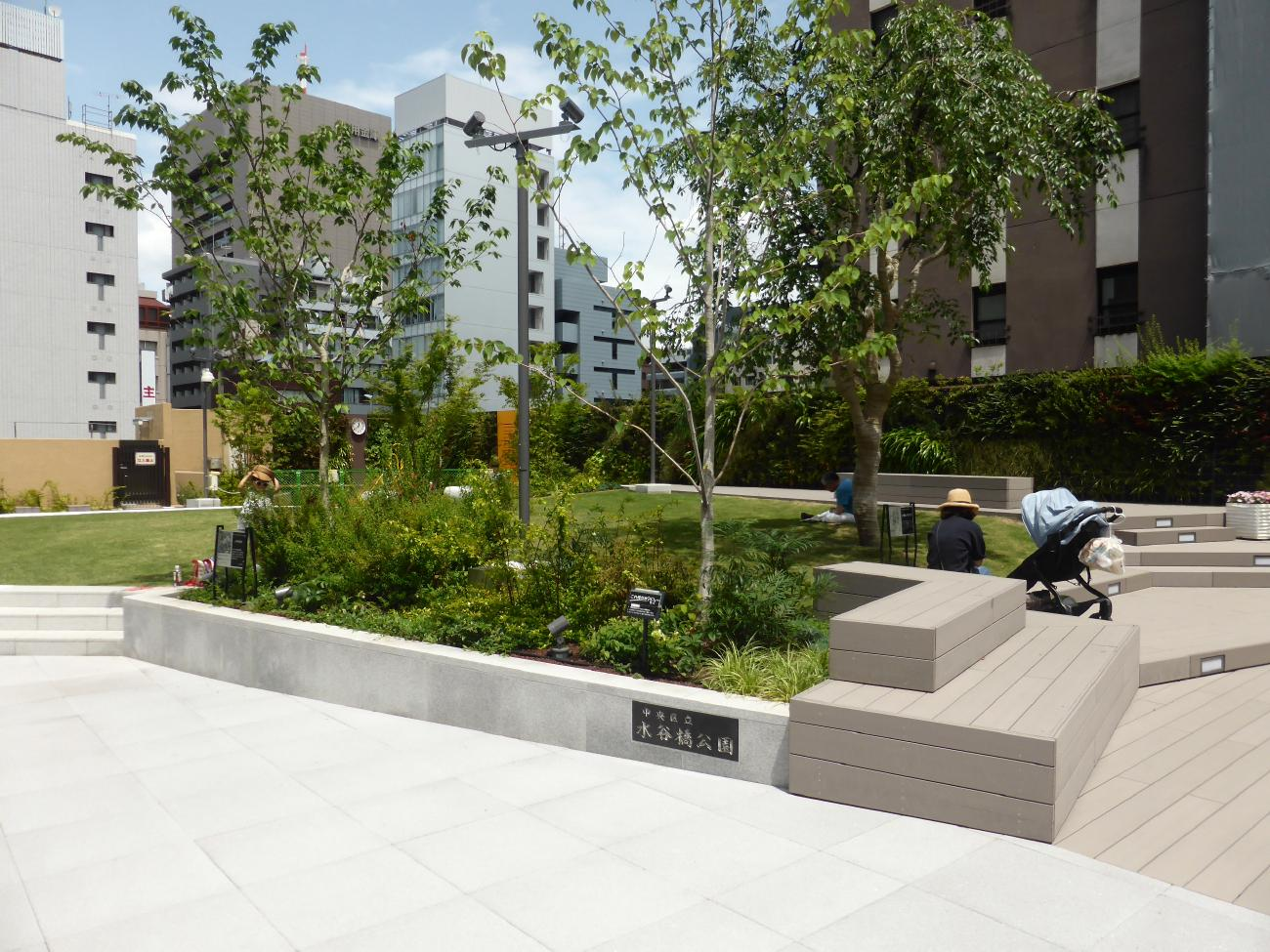
隣接する建物の屋上にある水谷橋公園

## 隣
(D8)東京高速道路
(4)新京橋出口(廃止) - (5)東銀座出口 - 白魚橋乗継所(廃止) （- 首都高速都心環状線(支線)京橋JCT）